# Стан Лий
Стенли Мартин Лийбър (1922 – 2018), накратко Стан Лий (на английски: Stanley Martin Lieber и Stan Lee) е американски писател, редактор и публицист, носител на награда „Сатурн“ и номиниран за награда „Еми“ и три награди „Хюго“. От 2011 г. има звезда на Холивудската алея на славата. Той е създател на едни от най-великите супергерои на Марвел Комикс, сред които са Спайдър-Мен с художника Стив Дитко, Железния човек с художника Дон Хек, Фантастичната четворка, Хълк, Х-Мен и Отмъстителите, последните с художника Джак Кърби, както и много други супергерои и суперзлодеи.

## Биография
Стан Лий е роден на 28 декември 1922 г. в Ню Йорк, в семейството на Силия и Джак Лийбър. Родителите му са евреи от румънски произход и живеят на Уест Енд Авеню в Манхатън. Стан има и един брат на име Лари. Баща му работи като шивач на поръчкови дрехи, но след Великата депресия получава все по-малко поръчки, което принуждава семейството да се премести на Форт Вашингтон Авеню. В интервю през 2006 г. Стан Лий казва, че детството му е повлияно от книгите и филмите, особено филмите с участието на Ерол Флин, в които актьорът играе героични персонажи.
Когато е юноша семейството му живее бедно в едностаен апартамент в Бронкс. Лий казва, че в този период той и брат му са спели на едно легло, а родителите му са делили сгъваем диван. Стан учи в гимназията „Деуит Клинтън“ в Бронкс. В този период работи като печатар на некролози за Националния център по туберкулоза; разносвач на сандвичи; момче за всичко във фирма за производство на дрехи и разпоредител в театър на Бродуей. Завършва гимназията на шестнадесетгодишна възраст и се присъединява към Федералния театрален проект.

## Личен живот и смърт
На 5 декември 1947 г. се жени за Джоун Клейтън Букок. Тя умира на 6 юли 2017 г., след като седмица по-рано получава инсулт. Дъщеря им Джоун Силия Лий е родена през 1950 г. Втората им дъщеря Джан Лий умира три дни след раждането си през 1953 г.
В началото на 2018 г. Лий е приет в болница за лечение на пневмония. На 12 ноември 2018 г. Стан Лий умира на 95 години в медицински център Сидърс-Синай в Лос Анджелис.